# Drosophila caripe
Drosophila caripe este o specie de muște din genul Drosophila, familia Drosophilidae, descrisă de Vilela și Bachli în anul 2000.
Este endemică în Venezuela. Conform Catalogue of Life specia Drosophila caripe nu are subspecii cunoscute.